# Geschichte Kameruns
Die Geschichte Kameruns umfasst die Entwicklungen auf dem Gebiet der Republik Kamerun von der Urgeschichte bis zur Gegenwart.

## Vorkoloniale Ära
In vorkolonialer Zeit war das Gebiet des heutigen Kamerun durch Ethnien unterschiedlicher Herkunft geprägt. Während im Waldland des Südens Bantu-Gesellschaften mit überwiegend akephaler Struktur ohne übergeordnete politische Strukturen dominierten, hatte im Westkamerun und im Norden eine stärkere Zentralisierung und Stratifizierung mit Herausbildung frühstaatlicher Gebilde stattgefunden. Zu den bedeutenderen Staaten gehörten die „Sultanate“ Bornu, Mandara, Logone-Birni und Makari-Goulfey im äußersten Norden, das Reich Fombina (Adamawa) mit seinen Subamiraten Ngaoundéré, Garoua-Lainde, Maroua, Rei-Bouba, Tibati, Banyo u. a., sowie im Grasland Westkameruns das Königreich von Bamum.

## Erste europäische Kontakte

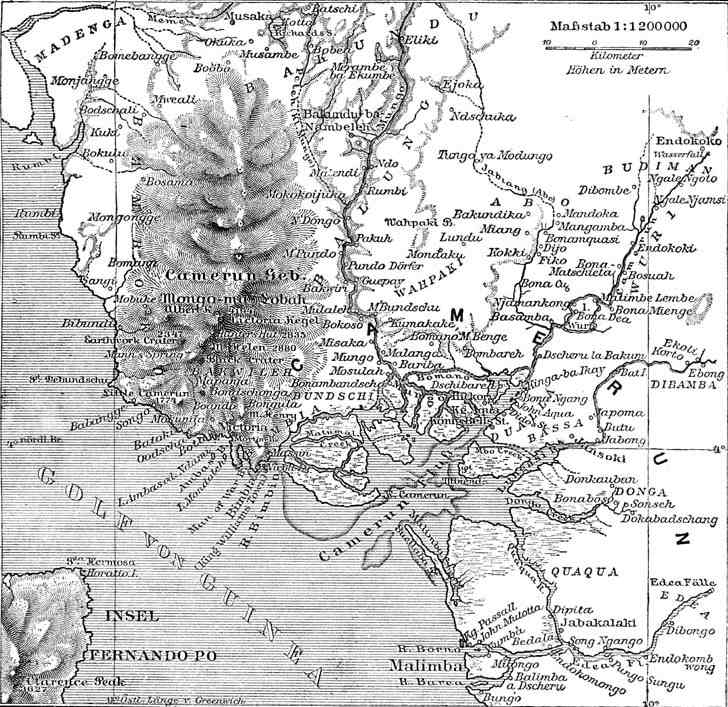
Historische Karte (um 1888)

Der europäische Einfluss setzte im Jahr 1472 ein, als unter dem Kommando des Seefahrers Fernando do Poo portugiesische Seeleute im Delta des Wouri-Flusses landeten. Wegen der vielen Krabben, die sie dort vorfanden, nannten sie den Fluss Rio de Camarões (Krabbenfluss), von dem sich der spätere Name Kamerun ableitet. Mit dem Auftauchen der Portugiesen setzte um 1520 ein reger Warenaustausch ein. Handelswaren waren insbesondere Versklavte, Elfenbein und Palmöl. Haupthandelspartner waren die Küstengesellschaften wie die am Kamerunästuar siedelnden Duala.
In den Jahren nach dem Erscheinen der Portugiesen wurden erste Zuckerrohrplantagen angelegt. Außerdem gewann der Handel mit versklavten Menschen immer mehr an Bedeutung. Er endete offiziell mit der Unterzeichnung des Vertrags zwischen den Douala und der britischen Regierung am 10. Juni 1840. In diesem Zeitraum begann auch die Missionierung Kameruns.
Erste Forschungen im Hinterland setzten in der Mitte des 19. Jahrhunderts über die alten Transsahararouten ein. Der deutsche Afrikaforscher Heinrich Barth bereiste 1851 im Auftrag der Königlichen Geographischen Gesellschaft London die Sahara und hielt sich auch im Norden des späteren Kamerun auf. Der Militärarzt Gustav Nachtigal gehörte zu den ersten Forschern, die Nachrichten aus der Tschadseeregion brachten.
1858 gründete der britische Missionar Alfred Saker gemeinsam mit vormalig versklavten Menschen in der Ambas Bay eine kleine Kolonie. Der Hauptort der Kolonie, Victoria (Limbe), wurde nach der britischen Königin Viktoria I benannt.

## Kamerun als deutsche Kolonie
Kamerun war von 1884 bis 1919 eine deutsche Kolonie. Die Kolonie hatte anfangs eine Fläche von 495.000 km². Nach der Angliederung Neukameruns und der Abtretung des sogenannten Entenschnabels im Jahre 1911 hatte sie eine Fläche von 790.000 km². Die Kolonie war damit ca. 1,3 mal so groß wie das Mutterland. Kamerun hatte 1897 2.600.000 Einwohner, darunter 253 Europäer (181 Deutsche). Durch Neukamerun kamen weitere ca. 2 Millionen Einwohner hinzu, davon waren im Jahre 1912 1900 Europäer (1000 Deutsche).
Während des Ersten Weltkrieges konnten sich die deutschen Truppen bis 1916 halten. Am 20. Februar 1916 kapitulierte schließlich die letzte deutsche Garnison nach der Zusage eines freien Abzugs gegenüber der britischen Kolonialarmee.

## Mandatszeit
Durch den Versailler Vertrag von 1919 ging Kamerun offiziell in den Besitz des Völkerbundes über, der wiederum ein Mandat zur Verwaltung an die Briten und Franzosen gab. Daraufhin wurde Kamerun in ein Britisch-Kamerun und ein Französisch-Kamerun aufgeteilt. Dies erklärt die zwei Landessprachen Französisch und Englisch. Die Franzosen erhielten den größeren Teil (4/5) und errichteten eine vollkommen eigenständige Verwaltung, mit der sie versuchten, das Land möglichst stark an sich zu binden. Sie betrieben in ihrem Teil des Landes einen starken Ausbau der Kakao- und Kaffeeanbauflächen. Allerdings wurde die Produktion dieser begehrten cash crops (Kaffee/Kakao) nicht auf großen Plantagen erweitert, vielmehr förderte man den Anbau durch Kleinbauern, wodurch man sich eine stärkere Beteiligung der Bevölkerung an der Produktion für den Export erhoffte. Auf diese Weise und wegen der starken Nachfrage, entwickelte sich Kamerun zu einem wichtigen Exportland für diese beiden landwirtschaftlichen Produkte. Neben dem verstärkten Engagement im ersten Sektor wurde gleichzeitig die Industrialisierung des Landes vorangetrieben, womit konkret der Beginn der Erdölförderung und der Aluminiumproduktion sowie der Aufbau von Brauereien gemeint ist. Es kehrte sogar ein gewisser Wohlstand ein, große wirtschaftliche oder soziale Fortschritte blieben jedoch, wie auch im britischen Teil, aus.
Die Briten dagegen verfolgten ganz andere Ziele. Sie hatten nur geringes Interesse an einer wirtschaftlichen Ausbeutung des Landes in eigener Regie. So konnten viele der vorherigen deutschen Plantagenbesitzer ihren beschlagnahmten Grundbesitz auf einer Auktion in London wieder ersteigern. Es kam sogar zu der paradoxen Situation, dass im britischen Mandatsgebiet Kameruns selbst 1938 noch dreimal mehr Deutsche als Engländer lebten. Zudem gaben die Briten ihrem Teil Kameruns eine eigene Verwaltung und weitaus mehr Rechte. Schließlich zogen sich die Briten sogar vollständig aus Kamerun zurück.
Während der NS-Zeit verfolgten deutsche Ämter und Verbünde Pläne, die deutsche Kolonie Kamerun  wiederherzustellen. Die NS-Ideologie bei den ansässigen Kamerun-Deutschen war nicht nur durch ein antibritisches und revisionistisches Ressentiment gefärbt, sondern zeigte sich auch in der Adaption der nationalsozialistischen Rassegesetze innerhalb der deutschen Bevölkerungen der ehemaligen deutschen Kolonien. Der antisemitische Ausschluss zeigte sich exemplarisch bei Karl Anton Lehmann, einem Deutschen mit jüdischer Familiengeschichte, der seine Stelle in der Westafrikanischen Pflanzungsgesellschaft verlieren sollte. Im Zweiten Weltkrieg schloss sich das französische Mandatsgebiet jedoch der französischen Exilregierung, den Freien Franzosen, unter Charles de Gaulle an. Nach dem Zweiten Weltkrieg wurden beide Völkerbundmandate durch die Nachfolgeorganisation, die Vereinten Nationen, in Treuhandmandate umgewandelt. Ziel der Vereinten Nationen war eine allmähliche Selbstverwaltung des Gebietes zu erreichen. In den folgenden Jahren bis 1957 kam es häufig zu Unruhen und zum Kampf um die Unabhängigkeit der französischen Kolonie.
1944 wurde in Duala der erste Gewerkschaftsverband, die Union des syndicats confédérés du Cameroun (USCC) gegründet. Sie stand der französischen CCT nahe. Sofort setzte eine heftige gewerkschaftsfeindliche Kampagne seitens des konservativen katholischen Klerus ein. 1945 organisierte die USCC den ersten größeren Streik. Provokateure plünderten einige Gebäude und lieferten so den Siedlern den Vorwand, sich mit Waffen aus dem nur schwach bewachten Arsenal der Garnison in Duala zu versorgen und eine Treibjagd auf die Streikenden und schließlich auf Afrikaner im Allgemeinen zu veranstalten. Nach einer offiziellen Schätzung wurden mehr als 80 Menschen ermordet.
1947 wurde Ruben Um Nyobè zum Generalsekretär der USCC gewählt. 1948 wurde die Union der Völker Kameruns (UPC), die erste politische Massenpartei, gegründet. Ruben Um Nyobé wurde ihr Generalsekretär. 1952 verlangte er als erster Kameruner, der Gelegenheit hatte vor der UNO zu sprechen, ein Ende der Mandatszeit.
1953 gründete der französische Missionar Louis-Paul Aujoulat eine politische Partei mit dem Ziel, die linke U.P.C. zu bekämpfen. 1955 wurde die UPC verboten. 1957 fanden Wahlen statt, aber ein Amnestiegesetz wurde erst zwölf Tage vor den Wahlen von der französischen Nationalversammlung in erster Lesung verabschiedet. Die UPC reagierte auf die aus ihrer Sicht gefälschten Wahlen mit der Aufnahme des bewaffneten Kampfes.
1957 kam die erste kamerunische Regierung unter André-Marie Mbida im französischen Mandatsgebiete an die Macht und die erste Verfassung für den französischen Teil Kameruns wurde erlassen. Mbida war zunächst ein Mitarbeiter Aujoulats, entzweite sich dann aber mit diesem. Auf Anraten des französischen Hochkommissars im Kamerun Jean Ramadier trat Ahmadou Ahidjo, der spätere Diktator, aus der Regierung Mbida aus und provozierte eine Regierungskrise. Im September 1958 wurde Ruben Um Nyobé umgebracht. Im Oktober 1958 verkündete Ramadiers Nachfolger den Willen General de Gaulles, Kamerun die Unabhängigkeit zu gewähren. 1959 unterzeichneten Ahmadou Ahidjo und Michel Debré einen Vertrag über die „Zusammenarbeit“ Frankreichs und Kameruns, der Frankreich weiter den entscheidenden Einfluss sicherte.

## Kamerun seit der Unabhängigkeit

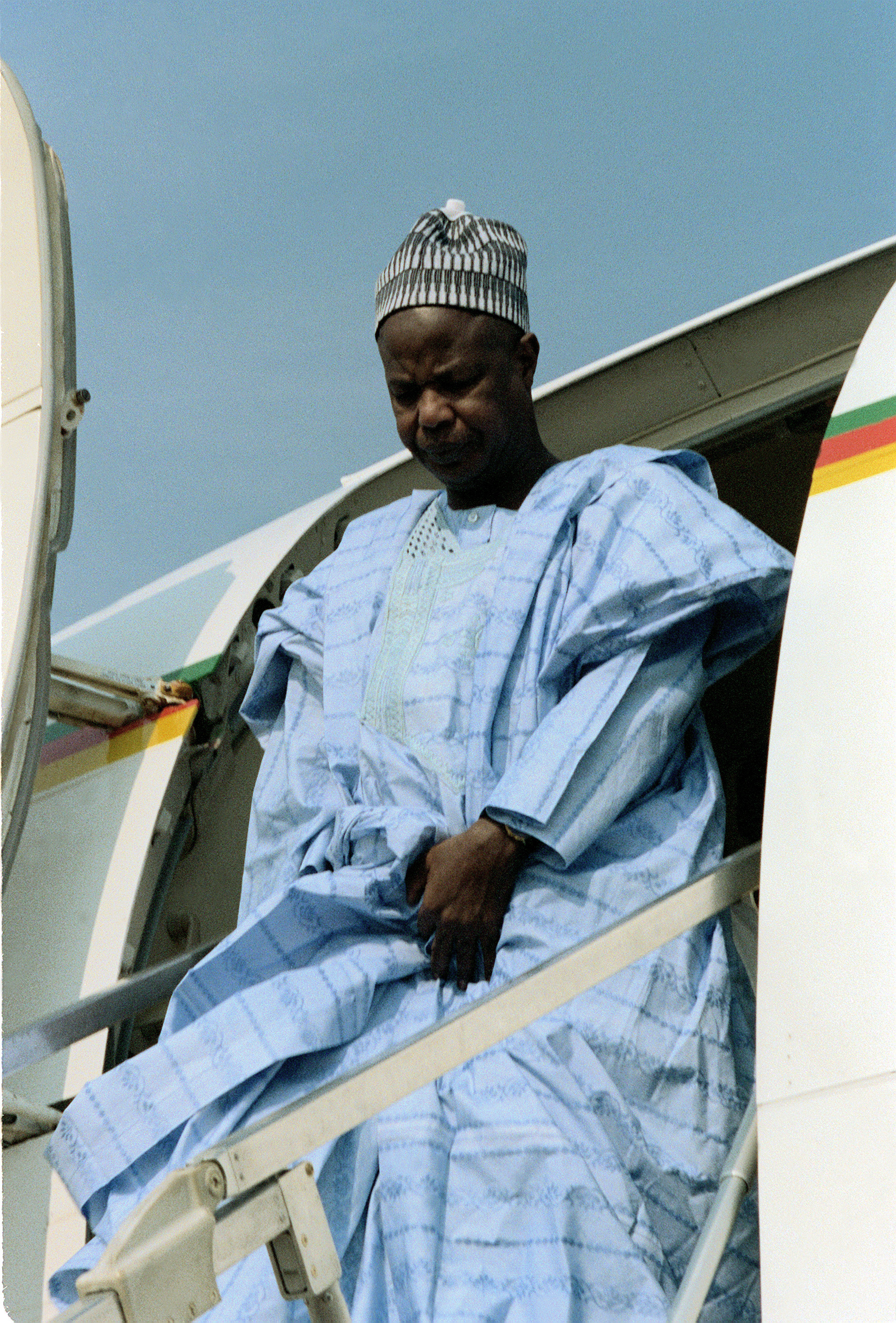
Staatspräsident Ahmadou Ahidjo

Am 1. Januar 1960 erhielt das französische Kamerun nach einer Volksabstimmung und nach dem Auslaufen des UN-Mandats die Unabhängigkeit und nannte sich Ost-Kamerun. Der Norden des britischen Mandatsgebietes stimmte bei einer vorangegangenen Volksabstimmung für den Anschluss an Nigeria, der südliche Teil entschied sich für einen Anschluss an den Staat Kamerun; so kommt es zu den beiden Amtssprachen Französisch und Englisch und dem Problem zweier komplett getrennter Verwaltungssysteme. Am 11. November 1960 wurde Kamerun Mitglied der UNESCO.
Der vom Ministerpräsidenten zum kamerunischen Staatspräsidenten aufgestiegene Fulbe Ahmadou Ahidjo errichtete eine blutige Diktatur und ließ jede unabhängige Meinungsäußerung unterdrücken. Dabei wurde er von französischen Spezialisten aus dem Milieu der extremen Rechten beraten. Die „endgültige“ Niederschlagung der U.P.C. wurde immer wieder verkündet, dennoch blieben alle Reisen des Präsidenten in seinem eigenen Land aus Angst vor Anschlägen geheim. Mit Hilfe seiner französischen Berater und brutaler Repression gelang es Ahidjo, sein Regime zu festigen. Die Einheitspartei UNC (Nationale Kamerunische Union) wurde gegründet.

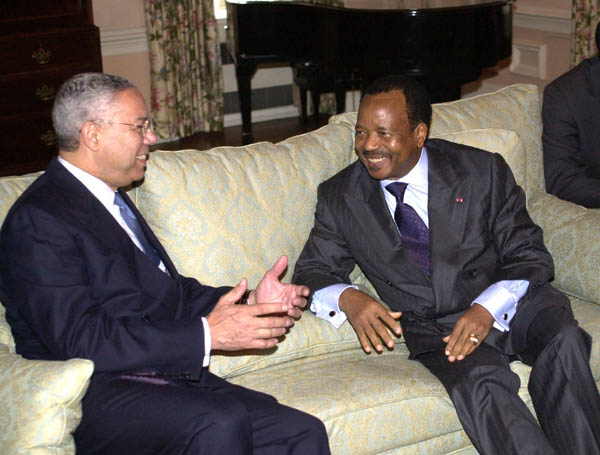
Premierminister Paul Biya im Gespräch mit Colin Powell

Reformen wurden erst 1972 durchgeführt. Die Bundesrepublik Kamerun wurde am 20. Mai 1972 in einen Einheitsstaat umgewandelt (Vereinigte Republik Kamerun). Nach dem Rücktritt des Staatspräsidenten Ahidjo am 6. November 1982 wurde sein Premierminister Paul Biya zum Staatsoberhaupt und Vorsitzenden der neuen Einheitspartei Demokratische Sammlung des Kameruner Volkes. Er gewann die Wahlen 1984 und konnte einen Putschversuch vereiteln. Biya versprach die Demokratisierung des Landes und mehr soziale Gerechtigkeit. Bei den Wahlen 1988 kandidierte Biya ohne Gegenkandidaten und erhielt die Mehrheit. Belastet wurde seine Regierung durch die wirtschaftliche und soziale Krise des Landes während der 1980er Jahre, die ihm und seinem korrupten Kabinett angelastet wurde. Die Forderungen nach Pressefreiheit und Beendigung des Einparteiensystems wurden immer lauter.
Mit der Zulassung der Pressefreiheit erschienen viele kritische Zeitungen und die Opposition im Land wurde immer stärker. Anfang der 1990er Jahre kam es vermehrt zu Unruhen und Generalstreiks mit der Forderung nach dem Ende der Monopolstellung der RDPC. Biya gab dem Druck der Straße zögerlich nach und ließ die Bildung von Oppositionsparteien zu, so dass 1992 die ersten freien Wahlen stattfanden, bei denen Biya erneut gewann. Die Opposition vermutete Wahlbetrug, da ausländische Wahlbeobachter behindert wurden. Wahrscheinlicher ist aber, dass die Oppositionsparteien zu sehr zersplittert waren (bei der Wahl traten 32 Parteien an), um ihre Stimmen zu bündeln. Trotzdem hatte das Wahlergebnis zur Folge, dass die RDPC (89 Sitze) mit der größten Oppositionspartei UNPD (65 Sitze) koalieren musste. Durch französische Unterstützung und geschicktes Ausspielen seiner politischen Gegner konnte er bis 1997 seine Mehrheit im Parlament halten und wurde bei den Wahlen im selben Jahr bestätigt. Paul Biya trat nach seinem erneuten Wahlsieg 2004 auch 2011, inzwischen 78-jährig, erneut an und wurde mit 77 Prozent der Stimmen wiedergewählt. Regierungschef des Landes war von 2009 bis 2019 Philémon Yang, der den vormaligen Regierungschef Ephraim Inoni (ebenfalls RDPC), der seit dem 8. Dezember 2004 im Amt war, ablöste. Bei der Präsidentschaftswahl 2018 wurde Biya abermals wiedergewählt.
Seit der Unabhängigkeit, insbesondere der Schaffung eines Einheitsstaates im Jahr 1972 und der Umbenennung der Vereinigten Republik Kamerun in Republik Kamerun 1984 gibt es im englischsprachigen Teil Southern Cameroons immer wieder Autonomiebestrebungen. Das South Cameroons National Council und die South Cameroons Ambazonia Consortium United Front (SCACUP) kämpfen für einen Staat Ambazonia, dessen Name sich vom lokalen Namen Ambas Bay des Kamerunästuars ableitet. 1984 wurde erstmals die Republic of Ambazonia ausgerufen. Seit 2016 gibt es Proteste; im Jahr 2017 wurden sie durch die Armee blutig niedergeschlagen. Die Gesamtzahl an Todesopfern der Unruhen in der Region wurde im Februar 2020 mit fast 3000, die Zahl der Binnenflüchtlinge mit über 700.000 angegeben.